# 54.º Prêmio Jabuti
O 54º Prêmio Jabuti foi realizado em 2012, premiando obras inéditas editadas no Brasil entre 1° de janeiro e 31 de dezembro de 2011. 
O prêmio teve 29 categorias. Cada obra vencedora recebeu além do troféu, um prêmio em dinheiro no valor de R$ 3.500,00. O prêmio elegeu ainda duas categorias especiais: Livro do Ano - Ficção e Livro do Ano - Não Ficção. A escritora Stella Maris Rezende e a jornalista Miriam Leitão foram as vencedoras. Cada qual recebeu um prêmio de R$ 35.000,00.

## Polêmica
Esta edição do prêmio foi marcada pela polêmica do “Jurado C”. A seleção do prêmio consistiu em duas fases. Três jurados, cujas identidades foram mantidas em sigilo até a divulgação do resultado final foram denominados como “A”, “B” e “C”. Para cada categoria eles deveriam selecionar 10 finalistas para a segunda fase, de onde foram escolhidos os vencedores. Nesta segunda fase, cada livro finalista seria avaliado por uma serie de critérios de avaliação. Para cada quesito proposto seriam atribuídas notas de 0 a 10 por cada jurado. Os vencedores seriam aqueles que atingissem a nota mais alta dada pela média recebida entre os três jurados.
Na categoria romance, as obras dos autores Ana Maria Machado - Infâmia, Wilson Bueno - Mano, a Noite Está Velha, Menalton Braff - Tapete de Silêncio Luciana Hidalgo - O Passeador e Paulo Scott - Habitante Irreal receberam notas entre “0” e “1,5” pelo “Jurado C”, o que inviabilizou a disputa pelo prêmio .  Desse modo, o vencedor da categoria foi Nihonjin do autor estreante Oscar Nakasato. A decisão provocou celeuma no meio literário, questionando a motivação do jurado . O diretor da Objetiva, Roberto Feith, editora de Ana Maria Machado por meio de nota a Câmara Brasileira do Livro manifestou “perplexidade” diante dos fatos. A Câmara Brasileira do Livro manteve os resultados divulgados  . Posteriormente a CBL divulgou que o “Jurado C” era o crítico Rodrigo Gurgel, que afirmou que a sua única motivação era a de julgar os livros e “escolher os melhores” 

## Prêmios
Os premiados foram:
| Categoria                              | Obra | Autor                                                                    | Editora                                           |
| Livro do Ano Ficção                    | A mocinha do Mercado Central                                                                                       | Stella Maris Rezende                                                     | Globo                                             |
| Livro do Ano Não Ficção                | Saga brasileira: a longa luta de um povo por sua moeda                                                             | Miriam Leitão                                                            | Record                                            |
| Capa                                   | A anatomia de John Gray                                                                                            | Leonardo Iaccarino                                                       | Record                                            |
| Ilustração                             | Bananas podres | Ferreira Gullar                                                          | Casa da Palavra                                   |
| Ilustração de livro infantil e juvenil | Mil e uma estrelas                                                                                                 | Marilda Castanha                                                         | Editora SM                                        |
| Arquitetura e urbanismo                | A arquitetura de Croce, Aflalo e Gasperini                                                                         | Fernando Serapião                                                        | Editora Paralaxe                                  |
| Artes                                  | Samico | Weydson Barros Leal                                                      | Editora Bem-te-vi                                 |
| Biografia                              | Fernando Pessoa: uma quase autobiografia                                                                           | José Paulo Cavalcanti Filho                                              | Record                                            |
|                                        | Eu Vi o Mundo | Cícero Dias - in memorian                                                | Cosac & Naify                                     |
| Ciências Exatas                        | Eletrodinâmica de Ampére                                                                                           | André Koch Torres Assis e João Paulo Martins De Castro Chaib             | Editora UNICAMP                                   |
| Ciências Humanas                       | A política da escravidão no Império do Brasil: 1826 – 1865                                                         | Tâmis Parron                                                             | Civilização Brasileira                            |
| Ciências Naturais                      | Fundamentos da Paleoparasitologia                                                                                  | Luiz Fernando Ferreira, Karl Jan Reinhard e Adauto Araújo (orgs.)        | Editora Fiocruz                                   |
| Ciências da Saúde                      | Clínica Psiquiátrica - A visão do Depto. e do Instituto de Psiquiatria do HCFMUSP                                  | Eurípedes Constantino Miguel, Valentim Gentil, Wagner Farid Gattaz       | Manole                                            |
| Comunicação                            | O império dos livros: instituições e práticas de leitura na São Paulo Oitocentista                                 | Marisa Midori Deaecto                                                    | Edusp                                             |
| Contos e crônicas                      | O Destino das metáforas                                                                                            | Sidney Rocha                                                             | Iluminuras                                        |
| Didático e paradidático                | Mundo Leitor - linhas da vida: caderno do orientador                                                               | Áureo Gomes Monteiro Junior, Celia Cunico, Marcia Porto e Rogerio Coelho | Ahom Educação                                     |
| Direito                                | Direitos da criança e do adolescente em face da TV                                                                 | Antonio Jorge Pereira Júnior                                             | Saraiva                                           |
| Economia, administração e negócios     | Aprendizagem organizacional no Brasil                                                                              | Claudia Simone Antonello e Arilda Schmidt Godoy                          | Artmed                                            |
| Educação                               | Alfabetização no Brasil: uma história de sua história                                                              | Maria do Rosário Longo Mortatti (org.)                                   | Editora Cultura Acadêmica - Oficina Universitária |
| Fotografia                             | Os Chicos - Fotografia                                                                                             | Leo Drumond                                                              | Nitro Editorial                                   |
| Gastronomia                            | Ambiências: histórias e receitas do Brasil                                                                         | Mara Salles                                                              | Editora DBA                                       |
| Livro infantil                         | Benjamin: Poemas com desenhos e músicas                                                                            | Biagio D'Angelo                                                          | Melhoramentos                                     |
| Livro juvenil                          | A mocinha do Mercado Central                                                                                       | Stella Maris Rezende                                                     | Globo                                             |
| Poesia                                 | Alumbramentos | Maria Lúcia Dal Farra                                                    | Iluminuras                                        |
| Psicologia e psicanálise               | Estrutura e constituição da clínica psicanalítica: uma arqueologia das práticas de cura, psicoterapia e tratamento | Christian Ingo Lenz Dunker                                               | Annablume                                         |
| Reportagem                             | Saga brasileira: a longa luta de um povo por sua moeda                                                             | Miriam Leitão                                                            | Record                                            |
| Romance                                | Nihonjin | Oscar Nakasato                                                           | Saraiva                                           |
| Tecnologia e informática               | Inteligência Artificial: Uma abordagem de aprendizado de máquina                                                   | Katti Faceli, Ana Carolina, João Gama, Andre Carlos Ponce                | Grupo Gen                                         |
| Teoria / Crítica literária             | A Espanha de João Cabral e Murilo Mendes                                                                           | Ricardo Souza de Carvalho                                                | Editora 34                                        |
| Turismo e hotelaria                    | História do Turismo no Brasil entre os séculos XVI e XX                                                            | Paulo de Assunção                                                        | Manole                                            |
| Projeto gráfico                        | Linha do tempo do design gráfico no Brasil                                                                         | Chico Homem de Melo e Elaine Ramos Coimbra                               | Cosac & Naify                                     |
| Tradução                               | Odisseia | Trajano Vieira                                                           | Editora 34                                        |

## Ver Também
- Prêmio Prometheus
- Os 100 livros Que mais Influenciaram a Humanidade
- Nobel de Literatura